# Laura Nolte
Laura Nolte (née le 23 novembre 1998 à Unna) est une bobeuse allemande. En tant que pilote, elle est championne olympique en 2022.

## Palmarès

### Jeux olympiques
- : médaillée d'or en  en bob à deux aux Jeux olympiques d'hiver de 2022 à Pékin  Chine.

### Championnats monde
- : médaillé d'or en bob à 2 aux championnats du monde de 2025.
- : médaillé d'or en monobob aux championnats du monde de 2023 et 2024.
- : médaillé d'argent en bob à 2 aux championnats du monde de 2024.
- : médaillé d'argent en monobob aux championnats du monde de 2025.
- : médaillé de bronze en bob à 2 aux championnats du monde de 2021.
- : médaillé de bronze en monobob aux championnats du monde de 2021.

### Coupe du monde
- 5 globes de cristal : 
  - Vainqueur du classement bob à 2 en 2023, 2024 et 2025.
  - Vainqueur du classement combiné en 2024 et 2025.
- 49 podiums  : 
  - en bob à 2 : 20 victoires, 11 deuxièmes places et 5 troisièmes places.
  - en monobob : 4 victoires, 4 deuxièmes places et 5 troisièmes places.

#### Détails des victoires
| Édition   | Monobob                | Bob à 2                                             | Total |
| 2019-2020 |                        | La Plagne                                           | 1     |
| 2020-2021 |                        | Sigulda Innsbruck Winterberg                        | 3     |
| 2021-2022 |                        | Innsbruck x2 Winterberg x2                          | 4     |
| 2022-2023 | Lake Placid Winterberg | Winterberg Innsbruck Sigulda                        | 5     |
| 2023-2024 | Altenberg              | La Plagne Saint Moritz Sigulda Altenberg            | 5     |
| 2024-2025 | Altenberg              | Altenberg Sigulda Igls Lillehammer I Lillehammer II | 6     |